# 브렛 터커
브렛 터커(Brett Tucker, 1972년 5월 21일 ~ )는 오스트레일리아의 배우, 가수이다.

## 출연 작품

### 텔레비전
- 네이버스 (1992-93)
- 맥클로드의 딸들 (2003-06)
- 미스트리스 (2013-16)
- 스테이션 19 (2018-19)

### 영화
- Mine (2015) - 단편